# Quermany Petit
El Quermany Petit és una muntanya de 114 metres que es troba al municipi de Pals, a la comarca catalana del Baix Empordà.